# John Porter (jégkorongozó)
John Chester „Jack” „Red” Porter (Kanada, Ontario, Beckwith, 1904. január 21. – Kanada, Ontario, Toronto, 1997. augusztus 6.) olimpiai bajnok kanadai jégkorongozó.
Részt vett az 1928-as téli olimpián, mint a kanadai válogatott védője és csapatkapitánya. A kanadaiaknak nem kell csoportkört játszaniuk, hanem egyből a négyes döntőből indultak. A támadók összesen 38 gólt ütöttek 3 mérkőzésen és 1-et sem kaptak. Svájcot 13–0-ra, a briteket 14–0-ra, végül a svédeket 11–0-ra verték és így olimpiai bajnokok lettek. Ez az olimpia világbajnokságnak is számított, ezért világbajnokok is lettek. 3 mérkőzésen játszott és 3 gólt ütött.
Ez a kanadai válogatott valójában egy egyetemi csapat volt, a University of Toronto csapata, amely amatőr, egyetemi hallgatókból állt. 1927-ben megnyerték az Allan-kupát, amiért a kanadai senior amatőr csapatok versengenek. Ezzel a győzelemmel kiérdemelték a helyet az olimpián.
1924-ben és 1925-ben egyetemi golfbajnok volt. Röbgi játékos is volt. 1928 és 1931 között a volt egyetemének edzője lett és kétszer nyertek bajnokságot. 2004-ben beválasztották az egyetemi hírességek csarnokába.